# Kalominua
Genre
Kalominua est un genre d'opilions laniatores de la famille des Samoidae.

## Distribution
Les espèces de ce genre sont endémiques du Venezuela.

## Liste des espèces
Selon World Catalogue of Opiliones (12/10/2021) :
- Kalominua alta (González-Sponga, 1987)
- Kalominua bicolor Sørensen, 1932
- Kalominua bromeliaca (González-Sponga, 1987)
- Kalominua inermichela (Soares & Avram, 1981)
- Kalominua leonensis (González-Sponga, 1987)
- Kalominua manueli (González-Sponga, 1987)
- Kalominua minuta (González-Sponga, 1987)
- Kalominua tiarensis (González-Sponga, 1987)

## Publication originale
- Henriksen, 1932 : « Descriptiones Laniatorum (Arachnidorum Opilionum Subordinis). Opus posthumum recognovit et edidit Kai L. Henriksen. » Det Kongelige Danske Videnskabernes Selskabs skrifter, Naturvidenskabelig og Mathematisk Afdeling, sér. 9, vol. 3, no 4, p. 197–422.